# Pelin Çelik
Pelin Çelik (ur. 23 maja 1982 w Stambule) – turecka siatkarka grająca na pozycji rozgrywającej; reprezentantka Turcji. W kadrze narodowej zadebiutowała w 2003 roku. Występowała w lidze azerskiej, w drużynie Azerrail Baku. Od sezonu 2013/14 zawodniczka tureckiej drużyny Çanakkale Belediyespor Kulübü.
Do Azerrail z Rabity przeszła w trakcie sezonu z powodu kontuzji Oksany Parkhomenko.
W 2014 Çelik rozpoczęła grę w siatkówkę plażową w klubie Beşiktaş.

## Kluby
| Klub                          | Kraj        | Lata gry    |
| ----------------------------- | ----------- | ----------- |
| Ankara Vakifbank              | Turcja      | 1997 - 2000 |
| VB Günes Sigorta              | Turcja      | 2000 - 2001 |
| Yeşilyurt Stambuł             | Turcja      | 2001 - 2003 |
| Türk Telekom Ankara           | Turcja      | 2003 - 2006 |
| Fenerbahçe SK                 | Turcja      | 2006 - 2008 |
| Karşıyaka Izmir               | Turcja      | 2008 - 2009 |
| MKE MKE Ankaragücü            | Turcja      | 2009 - 2010 |
| Beşiktaş JK                   | Turcja      | 2010 - 2011 |
| Rabita Baku                   | Azerbejdżan | 2011 - 2012 |
| Azerrail Baku                 | Azerbejdżan | 2012 - 2013 |
| Çanakkale Belediyespor Kulübü | Turcja      | 2013        |

## Sukcesy
Klubowe:
- 1998 –  Mistrzostwo Turcji z VB Günes Sigorta
- 2011 –  Klubowe Mistrzostwo Świata

Reprezentacyjne:
- 2008 –  2. miejsce w Lidze Europejskiej siatkarek
- 2010 –  3. miejsce w Lidze Europejskiej siatkarek

## Sukcesy indywidualne
- 2009 – najlepsza rozgrywająca Ligi Europejskiej siatkarek